# Royale Association Athlétique Louviéroise
La Royale Association Athlétique Louviéroise, spesso abbreviata in RAAL e nota anche come La Louvière, era una società calcistica con sede a La Louvière, in Belgio.
Fondata il 26 gennaio 1913, cessa di esistere il 29 maggio 2009 quando si fonde con il R.A.C.S. Couillet dando vita al Football Couillet La Louvière.

## Storia

### In Belgio
Il club venne fondato il 16 gennaio 1913 durante un incontro in Piazza Maugrétout, a La Louvière. Inizialmente venne chiamato A.A. Louviéroise.
Dopo una stagione nella lega provinciale, il calcio si fermò a causa della prima guerra mondiale. Il club non disputò alcuna partita ufficiale fino al 1921 e non aveva nemmeno uno stadio.
Tra il 1921 e il 1937 il club giocò nelle leghe provinciali. Nel 1937 il nome venne cambiato in R.A.A. Louviéroise ed il club salì di categoria, nel Bevordering (in italiano "promozione"). L'anno seguente, un importante calciatore belga che disputò il Mondiale 1930, August Hellemans si trasferì nella Louviéroise.
Al termine della Division I 1975-1976 la squadra raggiunse la salvezza sul campo, vanificata poi dalle sanzioni della federazione al club per un tentativo di corruzione da parte del suo allenatore Jef Jurion, di alcuni giocatori avversari del Berchem per facilitare la salvezza dei Les Loups.
Nel 1984 retrocesse nella Derde klasse, la terza divisione del calcio belga e rimase in questa serie per 10 anni. Tra il 1994 e il 2000 il club giocò in Tweede klasse, la seconda divisione.
Nel 2006 il club venne coinvolto in uno dei più grandi scandali del calcio belga, riguardante il gioco d'azzardo. La stampa belga affermò che diversi giocatori, componenti del consiglio di amministrazione e l'allenatore accettassero denaro da un uomo d'affari cinese, Ye Zheyun. Egli voleva influenzare i risultati delle partite per ottenere profitti nel gioco d'azzardo. Inizialmente la squadra negò le accuse ma il 21 febbraio 2006, l'allenatore Gilbert Bodart diede le dimissioni.
Il suo assistente Frédéric Tilmant lo sostituì ma non riuscì ad evitare la retrocessione del club in seconda divisione.
Tuttavia, il 16 maggio 2006, al club venne negata la licenza per giocare in seconda divisione. Esso fece ricorso alla Federazione calcistica del Belgio che però confermò la sentenza del 16 maggio. In seguito il presidente Filippo Gaone si sollevò dall'incarico. Nella stagione 2006-2007, dunque, la Louviéroise dovette disputare la terza divisione che si concluse con il quattordicesimo posto.
Nella stagione 2007-2008 la Louviéroise disputò ancora la terza divisione, con risultati migliori, infatti stette per lungo tempo in vetta alla classifica ma non riuscì ad ottenere la promozione in Tweede klasse poiché il KSK Ronse lo scavalcò.
L'ultima stagione, la 2008-2009, fu disastrosa a causa di problemi finanziari. Il club si trovò per quasi tutto il campionato in zona retrocessione. Verso la fine della stagione il club annunciò che a fine stagione sarebbe stata richiesta la soppressione dal calcio. Solo una vittoria per 2 a 1 sul Royal Boussu Dour Borinage salvò la squadra dalla retrocessione.
Il 29 maggio 2009, la Louviéroise si fuse con il R.A.C.S. Couillet formando il Football Couillet La Louvière.

### In Europa
| Competizione | Apparizioni | Partite giocate | Vinte | Pareggiate | Perse | Gol fatti | Gol subiti |
| ------------ | ----------- | --------------- | ----- | ---------- | ----- | --------- | ---------- |
| Coppa UEFA   | 1           | 2               | 0     | 1          | 1     | 1         | 2          |

Il La Louviére ha partecipato ad una sola competizione europea: la Coppa UEFA 2003-2004. In questa occasione è uscito al turno preliminare con i risultati di 1-1 (andata) e 0-1 (ritorno) in favore dell'avversario, il Benfica.

## Palmarès

### Competizioni nazionali
- Coppa del Belgio: 1

2002-2003
- Derde klasse: 2

1969-1970, 1993-1994

### Altri piazzamenti
- Supercoppa del Belgio:

Finalista: 2003
- Tweede klasse:

Secondo posto: 1974-1975, 1976-1977, 1999-2000

## Rosa 2005-2006
| N. |                         | Ruolo | Calciatore             |
| -- | ----------------------- | ----- | ---------------------- |
| 2  | RD del Congo (bandiera) | C     | Trésor Luntala         |
| 3  | Belgio (bandiera)       | D     | Olivier Guilmot        |
| 4  | Brasile (bandiera)      | C     | Queiros Bezerra Tiago  |
| 5  | Francia (bandiera)      | D     | Laurent Montoya        |
| 6  | Belgio (bandiera)       | D     | Alexandre Teklak       |
| 7  | Francia (bandiera)      | A     | Bob Cousin             |
| 8  | Algeria (bandiera)      | C     | Mohammed Fadel Brahami |
| 9  | Grecia (bandiera)       | A     | Stavros Glouftsis      |
| 10 | Brasile (bandiera)      | C     | Benjamin de Oliveira   |
| 11 | Belgio (bandiera)       | A     | Rony Baynon            |
| 12 | Nigeria (bandiera)      | C     | Egutu Oliseh           |
| 13 | Francia (bandiera)      | D     | Fritz Emeran           |
| 14 | Ghana (bandiera)        | D     | George Blay            |
| 15 | Belgio (bandiera)       | D     | Quantin Durieux        |

| N. |                               | Ruolo | Calciatore            |
| -- | ----------------------------- | ----- | --------------------- |
| 16 | Belgio (bandiera)             | C     | Julien Pinelli        |
| 17 | Francia (bandiera)            | A     | Frédéric Bosak        |
| 18 | Belgio (bandiera)             | A     | Nordin Jbari          |
| 19 | Polonia (bandiera)            | D     | Jarosław Mazurkiewicz |
| 20 | Belgio (bandiera)             | D     | Dimitri Leurquin      |
| 21 | Costa d'Avorio (bandiera)     | C     | Jules César Oulaï     |
| 22 | Belgio (bandiera)             | P     | Michaël Cordier       |
| 23 | Macedonia del Nord (bandiera) | A     | Aco Stojkov           |
| 24 | Belgio (bandiera)             | P     | Benoît Daniel         |
| 25 | Belgio (bandiera)             | A     | Alexandre Potier      |
| 27 | Belgio (bandiera)             | A     | Alexandre Lecomte     |
| 28 | Belgio (bandiera)             | C     | Laurent Kwembeke      |
| ?  | Belgio (bandiera)             | A     | Aleks Pasaoglu        |
| ?  | Francia (bandiera)            | A     | Youssef Sofiane       |

## Calciatori
Due calciatori hanno giocato in Nazionale belga mentre erano tesserati con il La Louviére: Silvio Proto e Guy Dardenne.